# Nack
Nack település Németországban, Rajna-vidék-Pfalz tartományban. Lakosainak száma 597 fő (2023. december 31.).

## Népesség
A település népességének változása:
| Lakosok száma | 532  | 605  | 607  | 607  | 598  | 597  |
|               | 1975 | 2017 | 2019 | 2021 | 2022 | 2023 |